# Tephrosia stricta
Tephrosia stricta är en ärtväxtart som först beskrevs av Carl von Linné d.y., och fick sitt nu gällande namn av Christiaan Hendrik Persoon. Tephrosia stricta ingår i släktet Tephrosia och familjen ärtväxter. Inga underarter finns listade i Catalogue of Life.